# Янтолик Марія Василівна
Марія Василівна Янтолик (нар. 21 квітня 1954, село Білки, тепер Іршавського району Закарпатської області) — українська радянська діячка, новатор сільськогосподарського виробництва, ланкова механізованої ланки радгоспу «За нове життя» Іршавського району Закарпатської області. Кандидат у члени ЦК КПУ в 1986—1990 роках.

## Біографія
Новатор сільськогосподарського виробництва. У 1970—1980-х роках — трактористка, ланкова механізованої ланки радгоспу «За нове життя» села Білки Іршавського району Закарпатської області. Була лідером руху жінок Іршавщини за здобуття професії тракториста.
Закінчила Іршавське професійно-технічне училище № 11 у селі Білках, де здобула спеціальність тракториста. Член КПРС.
Потім — на пенсії у селі Білках Іршавського району Закарпатської області.

## Нагороди
- ордени
- медалі